# 竹松舞
竹松 舞（たけまつ まい、1980年12月16日 - ）は、日本の医師、ハープ奏者。

## 来歴
宮城県仙台市生まれ、千葉県育ち。

### 音楽歴
幼少の頃からピアノを習い、父親のアメリカ合衆国留学に伴って渡米し、ハープと出会う。帰国後、ハープ演奏家のヨセフ・モルナールに弟子入りし、1991年に当時最年少の11歳で全日本ハープコンクールジュニア部門2位入賞を果たした。さらに1993年には優勝も経験するなど、そのハープ演奏家としての才能が開花、リリースしたCDアルバムも話題となり、クラシック音楽の演奏会にも数多く出演。
2005年から2007年3月まで、アメリカにいた経験を生かして「J-MELO」（NHKワールドで海外向けに放送する日本音楽紹介番組。2006年から国内向けでも放送）で全編英語での司会・進行役も務めた。

### 学歴・医師歴
三育学院大学附属光風台三育小学校、志学館中等部・高等部、順天堂大学医学部卒業。2007年3月、第101回医師国家試験に合格。
2020年現在、ニューヨークの病院に救命救急医として勤務。

### エピソード
実はロックも好き。デビュー当時、『炎』誌で酒井康と対談し、デフ・レパードが好きと語っていたが、典型的なヘヴィ・メタルは苦手らしい。自身の作品にもエアロスミス「エンジェル」、ジョン・レノン「イマジン」、ビートルズ「ノルウェーの森」「サムシング」といった曲を収録した。

## ディスコグラフィー

### アルバム
1. ファイヤー・ダンス
2. 妖精伝説
3. 月の光／竹松舞 in パリ
4. コンチェルト・セレナータ
5. パヴァーヌ
6. Zero

### テレビ
- J-MELO　（2005年10月～2007年3月：司会者）